# Bùi Thúc Nghiệp
Bùi Thúc Nghiệp (giản thể: 裴叔业; phồn thể: 裴叔業, 438 – 13 tháng 4, 500) người Văn Hỉ, Hà Đông, tướng lĩnh nhà Nam Tề thời Nam Bắc triều trong lịch sử Trung Quốc.

## Thân thế
Ông là hậu duệ của Ký Châu thứ sử Bùi Huy nhà Tấn. Ông kị Bùi Bao làm Tần Châu thứ sử. Ông nội Bùi Ung dời nhà từ Hà Đông đến Tương Dương. Cha Bùi Thuận Tông từng làm quan dưới quyền Tiêu Đạo Thành (sau này là Tề Cao đế) nên rất có danh vị.
Bùi Thúc Nghiệp từ nhỏ đã giỏi cưỡi ngựa bắn cung, có khí phách và tài năng, thường tự cho rằng mình có tài làm tướng. Cuối những năm Nguyên Huy (473 – 477) nhà Lưu Tống, ông làm Vũ lâm giám, phiêu kỵ hành tham quân của Tiêu Đạo Thành.

## Thời Cao đế
Năm Kiến Nguyên đầu tiên (479) nhà Nam Tề, Thúc Nghiệp nhận chức Truân kỵ hiệu úy. Khi quân Ngụy xâm nhập 2 châu Ti, Dự, Tiêu Đạo Thành lấy ông làm quân chủ tiến hành chinh thảo. Trong năm này, Đạo Thành thay ngôi nhà Lưu Tống, kiến lập nhà Nam Tề, là Tề Cao đế.
Năm Kiến Nguyên thứ 2 (480), Thúc Nghiệp dâng thư lên triều đình, kiến nghị lấy các hoàng thân làm thứ sử 3 châu Ích, Lương, Nam Tần (đất Thục), đề phòng cái họa cát cứ vùng đất này như đã xảy ra ở các triều đại trước . Nhân việc này, ông được nhậm mệnh làm Ninh sóc tướng quân.
Năm Kiến Nguyên thứ 4 (482), Thúc Nghiệp làm đến Hữu quân tướng quân, Đông trung lang tướng, tư nghị tham quân. Về sau Tiêu Loan (sau này là Tề Minh đế) thấy ông rất có tài năng, từng đến hứa hẹn với Thúc Nghiệp về một tương lai giàu sang . Từ đây, ông trở thành tâm phúc của Tiêu Loan.

## Thời Vũ đế
Năm Vĩnh Minh thứ 5 (489), Tiêu Loan làm Dự Châu  thứ sử, lấy Thúc Nghiệp làm Hữu quân tư mã, gia phong Kiến uy tướng quân, quân chủ, lĩnh chức Trần Lưu thái thú.
Năm Vĩnh Minh thứ 7 (489), ông là Chinh tây tư mã cho Vương Kính Tắc, ở Thọ Xuân mấy năm. Năm Vĩnh Minh thứ 9 (491), ông làm Ninh Man trưởng sử, Quảng Bình thái thú.
Tháng 2 năm Vĩnh Minh thứ 11 (493), Ung Châu  thứ sử Vương Hoán vu cáo Ninh Man trưởng sử Lưu Hưng Tổ tạo phản, rồi sát hại ông ta để bịt miệng, Tề Vũ đế nổi giận phát binh thảo phạt. Tháng 3, Thúc Nghiệp và tư mã Hoàng Dao ở trong thành Ung Châu phát động binh biến, bắt giết Vương Hoán. Tề Vũ đế thấy ông rất tài năng, bèn dùng làm Chinh bắc tư nghị cho Tấn An vương, lĩnh Trung binh, Phù Phong thái thú, sau đó dời sang làm Quan quân tư mã cho Tấn Hi vương.

## Thời Uất Lâm vương, Hải Lăng vương
Năm Duyên Hưng đầu tiên (494), Thúc Nghiệp được gia phong Ninh sóc tướng quân. Tháng 7, Tây Xương hầu Tiêu Loan sát hại Tề đế Tiêu Chiêu Nghiệp, thụy là Uất Lâm vương, đưa Tân An vương Chiêu Văn lên ngôi, chính là Hải Lăng vương, đổi niên hiệu là Duyên Hưng. Tháng 9, Tiêu Loan sát hại Bà Dương vương Tử Thương và Tùy vương Tử Long. Trước đó vào tháng giêng Ung Châu thứ sử Tấn An vương Tử Mậu âm mưu liên kết với Chinh nam tướng quân Trần Hiển Đạt lật đổ quyền thần Tiêu Loan, lại bị Hiển Đạt ngầm cáo giác với Tiêu Loan, Tiêu Loan bèn đổi Tử Mậu làm Giang Châu thứ sử. Đến nay, Tử Mậu nghe tin các vương bị giết, Tiêu Loan phái đại quân đến thảo phạt, thì biết bí mật đã bị tiết lộ, lập tức phái 300 người đến phòng thủ Bồn Thành . Cùng lúc ấy, Tiêu Loan phái Thúc Nghiệp và Vu Dao Chi đi trước đại quân tập kích Tầm Dương . Thúc Nghiệp vốn đã qua khỏi Bồn Thành, bèn quay trở lại, đợi đến nửa đêm thì đánh thành. Thành cục tham quân Nhạc Bôn mở cửa thành nghênh đón ông.
Tử Mậu lĩnh binh lên thành Tầm Dương cố thủ. Trung binh tham quân Vu Lâm Chi là anh trai của Dao Chi, nói dối rằng nếu dùng vàng bạc để hối lộ Thúc Nghiệp, thì có thể tránh được đại họa. Tử Mậu tin là thật, bèn phái Lâm Chi đi hối lộ, Lâm Chi lại dâng cho ông mật kế giết Tử Mậu. Thúc Nghiệp bèn phái quân chủ Từ Huyền Khánh lĩnh 400 quân theo Lâm Chi vào châu thành. Sau đó, Lâm Chi lĩnh 200 người, giắt bội đao, tiến vào phủ đệ của Tử Mậu, bắt giết ông ta.
Bùi Thúc Nghiệp thừa thắng tiến đến Tương Châu , muốn giết Tương Châu thứ sử Nam Bình vương Duệ. Phòng các Chu Bá Ngọc của Duệ kêu gọi mọi người giết Thúc Nghiệp, rồi sẽ thảo phạt Tiêu Loan . Nhưng mọi người lại giết Bá Ngọc, Thúc Nghiệp bèn giết Duệ.
Ông tiến đến Dĩnh Châu , Nam Dự Châu lần lượt giết chết Tấn Hi vương Khâu, Nghi Đô vương Khanh.

## Thời Minh đế
Tháng 10, Tiêu Loan xưng đế, đổi niên hiệu là Kiến Vũ, là Tề Minh đế.
Tháng 12, quân Ngụy tiến đánh Hoài Hán . Tháng giêng năm Kiến Vũ thứ 2 (495), tướng Ngụy Thác Bạt Diễn bị tướng Tề Tiêu Huệ Hưu đánh bại ở Chung Li. Tháng 2, Bắc Ngụy Hiếu Văn đế tự lĩnh 30 vạn quân đến Chung Li đốc chiến. Minh đế phái Thúc Nghiệp và Tả vệ tướng quân Thôi Huệ Cảnh đi trước cứu viện,
Tháng 3, Ngụy đế đến cù lao Thiệu Dương , đắp lũy dựng rào, cắt đứt đường sông, ngăn trở viện quân Tề; đồng thời ở 2 bên bờ nam bắc sông Hoài cho đắp 2 tòa thành. Thúc Nghiệp lĩnh binh tiến đánh, hạ được cả hai thành. Ngụy đế hạ lệnh lui quân, Thúc Nghiệp được phong Hoàng môn thị lang, Vũ Xương huyện bá, thực ấp 500 hộ. Ông vẫn làm Trì tiết, đốc Từ Châu quân sư, Quan quân tướng quân, Từ Châu thứ sử.
Tháng 8 năm Kiến Vũ thứ 4 (497), Minh đế phái Thúc Nghiệp đi cứu Ung Châu, ông dùng kế ‘vây Ngụy cứu Triệu’, lĩnh binh tiến đánh Hồng Thành  nhà Bắc Ngụy , bắt được 4000 người. Ông dời sang làm đốc Dự Châu, Phụ quốc tướng quân, Dự Châu thứ sử, trì tiết như cũ. Tháng 12, Thúc Nghiệp đánh đồn lính thú Sở Vương  của Bắc Ngụy, gặp phục kích, đại bại trở về.
Tháng 3 năm Kiến Vũ thứ 5 (498), Bùi Thúc Nghiệp lĩnh Đông Hải thái thú Tôn Lệnh Chung, Tân Xương thái thú Lưu Tư Hiệu, Mã Đầu thái thú Lý Tăng Hộ cùng 5 vạn quân vây Qua Dương , hòng giải vây cho Nghĩa Dương. Thành Qua Dương hết lương, mọi người phải ăn cây cỏ. Thúc Nghiệp đem xác quân Ngụy cất cao đến 5 trượng cho người trong thành trông thấy. Ông còn chia quân cho quân chủ Tiêu Khôi, Thành Bảo Chân đi đánh Long Kháng. Quảng Lăng vương Nguyên Vũ nhà Bắc Ngụy đưa 5 vạn quân bộ và 5000 quân kỵ đến cứu. Bọn Tiêu Khôi không địch nổi, Thúc Nghiệp tự soái hơn 3 vạn quân chia làm mấy đường đến giúp. Quân Ngụy mới đến, chưa lập doanh trại, thì đại bại. Nguyên Vũ cùng vài chục kỵ binh bỏ trốn, quân Tề bắt được cờ tiết của ông ta. An viễn tướng quân Phó Vĩnh, Chinh lỗ tướng quân Lưu Tảo, Giả phụ quốc tướng quân Cao Thông nhà Bắc Ngụy đưa quân đến đánh, Thúc Nghiệp đại phá bọn họ. Cao Thông chạy đến Huyền Hồ, Phó Vĩnh thu thập tàn binh quay lại đánh tiếp. Thúc Nghiệp lại thắng, chém hơn vạn thủ cấp, bắt sống 3000 người, giành được khí giới, gia súc, tài vật không đếm xuể. Ngụy đế lệnh cho Trấn nam tướng quân Vương Túc triệt vây Nghĩa Dương, cùng Dương Đại Nhãn, Hề Khang Sinh soái 18 vạn bộ kỵ qua về cứu Qua Dương. Thúc Nghiệp thấy khí thế quân Ngụy rất thịnh, bèn lui về Bảo Qua khẩu .

## Thời Đông Hôn hầu
Tháng 7, Minh đế băng, thái tử Tiêu Bảo Quyển kế vị, là Đông Hôn hầu. Tháng 9 năm Vĩnh Nguyên đầu tiên (499), Bùi Thúc Nghiệp dời sang làm đốc Nam Duyện, Duyện, Từ, Thanh, Ký 5 châu quân sự, Nam Duyện Châu thứ sử, tướng quân, trì tiết như cũ.
Tháng giêng năm Vĩnh Nguyên thứ 2 (500), Thúc Nghiệp thấy Tề đế không ngừng giết hại đại thần, lo sợ không yên . Khi Thái úy Trần Hiển Đạt làm phản, ông phái tư mã Lý Nguyên Hộ đến cứu viện kinh thành, kỳ thực lại muốn bắt cá 2 tay, triều đình càng thêm nghi ngờ. Ông sai người đến Kiến Khang thám thính tin tức, kết quả đều là bất lợi cho ông. Cháu của ông là Bùi Thực, Bùi Dương, Bùi Sán đều chạy đến Thọ Dương, nói triều đình ắt sẽ đến đánh, ông nghe xong càng lo sợ.
Thúc Nghiệp sai thân tín là Mã Văn Phạm đến Tương Dương gặp Ung Châu thứ sử Tiêu Diễn hỏi kế cầu an. Tiêu Diễn khuyên ông đưa cả nhà về kinh thành để dẹp mọi sự nghi ngờ . Thúc Nghiệp một mặt phái con trai Phân Chi đến Kiến Khang làm con tin, một mặt phái người đến chỗ Dự Châu thứ sử Tiết Chân Độ nhà Bắc Ngụy, hỏi về việc đầu hàng. Chân Độ khuyên ông sớm hàng . Đôi bên đi lại rất nhiều lần, lúc này, Phân Chi cũng trốn về Thọ Dương.
Bùi Thúc Nghiệp đắn đo mãi, rồi dâng thành Thọ Dương đầu hàng Bắc Ngụy. Ngụy Tuyên Vũ đế phái Bành Thành vương Nguyên Hiệp, Xa kị tướng quân Vương Túc đưa 10 vạn bộ kỵ đến tiếp ứng. Ngụy đế ngoài việc hạ chiếu thư an ủi, còn ban riêng tỉ thư cho Thúc Nghiệp, hứa hẹn sẽ phong thưởng xứng đáng cho ông và bộ hạ của ông .
Quân đội Bắc Ngụy còn chưa vượt qua sông Hoài, vào ngày Kỷ Hợi (13/4), Bùi Thúc Nghiệp qua đời, Tuyên Vũ đế truy tặng ông làm Khai phủ nghi đồng tam tư, còn lại như cũ, thụy là Trung Vũ công; ban cho Đông Viên, Ôn Minh bí khí, 1 bộ triều phục, 30 vạn tiền, 1000 xúc lụa, 500 xúc vải, 300 cân sáp.